# Horváth Ildikó (orvos)
Horváth Ildikó (Pápa, 1964. június 9. –) magyar orvos, pulmonológus, egészségügyi szakmenedzser, egyetemi tanár, az MTA doktora. 2018-tól a Negyedik Orbán-kormány egészségügyért felelős államtitkára.

## Tanulmányok
- 1970-1978 – Kmetthy György körzeti általános iskola (Marcaltő)
- 1978-1982 – Türr István Gimnázium és Óvónői Szakközépiskola (Pápa)
- 1982-1988 – Semmelweis Orvostudományi Egyetem (Budapest) – általános orvosi diploma (summa cum laude)
- 2007 – Semmelweis Egyetem Egészségügyi Menedzserképző: egészségügyi szakmenedzser
- Az orvostudományok kandidátusa (1998, címe: Cholinerg és nitrerg mechanizmusok a cardiorespiratoricus rendszerben)
- Az MTA doktora (4082, 2002, címe: Kilégzett biomarkerek pulmonológiai kórképek vizsgálatában)
- 2000 – Pulmonológia szakvizsga
- 2012 – Közigazgatási szakvizsga
- 2016 – Habilitációs (pulmonológia) – Semmelweis Egyetem

## Szakmai pályafutás
- SOTE – K.K.K. és II. Élettani Intézet, MTA TMB ösztöndíjas; 1988-91.
- Országos "Korányi" TBC és Pulmonológiai Intézet (megosztott munkaidő klinikai munka és kutatás között):
- Kórélettani Osztály: 1993-2002 tudományos munkatárs, 2002-2003. adjunktus; 2003-2006 osztályvezető főorvos
- VIII és I. Tüdőbelosztály 1995- 2000 pulmonológus szakorvosjelölt, 2000-2006 pulmonológus
- 2006-2008 SE K.K.K. és Humán Élettani Intézet, tudományos főmunkatárs, 2007-2008 igazgatóhelyettes
- 2008-2010 Semmelweis Egyetem Pulmonológiai Klinika tudományos főmunkatárs
- 2010-2014 Emberi Erőforrás Minisztérium Egészségpolitikai Főosztály főosztályvezető
- 2011-jelen Semmelweis Egyetem Pulmonológiai Klinika egyetemi tanár (részmunkaidőben)
- 2014-jelen Országos Korányi Pulmonológiai Intézet: 2014-2015. Stratégiai igazgató, Szervezési-Módszertani Osztályvezető főorvos, 2015-től XIV. Tüdőbelosztály osztályvezető főorvos, 2017-től orvosigazgató, főigazgató általános helyettese
- 2017-jelen Semmelweis Egyetem Népegészségtani Intézet megbízott igazgató

## Magánélete
Oroszul középfokon, angolul felsőfokon beszél. Házas, négy gyermek édesanyja.

## Elismerései
- Az MTA TMB ösztöndíjasaként elnyerte a magas presztízsű Fogarthy ösztöndíjat, mellyel 3 évig a National Institutes of Health laboratóriumában, Bethesdában (USA)
- ERS ösztöndíjjal a Royal Brompton Hospitalban kutatott
- Tagja a Európai Bizottság Scientific Panel for Health tanácsadó testületnek
- Scientific Excellence of Young Respiratory Scientists Award
- MTA Bolyai-ösztöndíj
- MTA Simonyi-díj
- Loreal-UNESCO Nőkért és a tudományért díj
- Magyar Tüdőgyógyász Társaság Korányi-gyűrű díj
- Battyány-Strattmann-díj